# Kraftwerk Ohau C
Das Kraftwerk Ohau C (englisch Ohau C power station) ist ein Wasserkraftwerk auf der Südinsel Neuseelands in der Region Canterbury. Das Kraftwerk Ohau B befindet sich ungefähr sieben Kilometer nordwestlich von Ohau C.
Mit den Bauarbeiten wurde 1979 begonnen. Das Kraftwerk ging 1985 in Betrieb. Es ist im Besitz der Meridian Energy Limited und wird auch von Meridian Energy betrieben.

## Lake Ruataniwha und Kanäle
Das Kraftwerk Ohau C nutzt das Wasser des Lake Ruataniwha zur Stromerzeugung. Vom See führt zunächst der 2,4 km lange Ohau B Canal in südöstliche Richtung zum Kraftwerk Ohau B. Nachdem das Wasser das Kraftwerk passiert hat, fließt es durch den acht Kilometer langen Ohau C Canal. Das Wasser des Kanals wird dann durch vier Druckrohrleitungen zum Maschinenhaus des Kraftwerks Ohau C geleitet. Die Fallhöhe beträgt dabei 47,5 m. Nachdem das Wasser das Kraftwerk passiert hat, fließt es in den Lake Benmore.
Das normale Stauziel des Sees liegt bei 458,8 m (maximal 460 m bei Hochwasser), das minimale bei 458 m. Am See befindet sich ca. 200 m nördlich des Kanals ein Wehr. Über das Wehr können maximal 1700 m³/s abgeführt werden, die dann in den ansonsten ausgetrockneten Ōhau River abgeleitet werden.
Ein weiteres Wehr befindet sich 1,6 km unterhalb von Ohau B. Falls das Kraftwerk Ohau C außer Betrieb gesetzt werden muss, kann das Wasser des Ohau C Canal über dieses Wehr in den Ōhau River abgeleitet werden.

## Kraftwerk
Das Kraftwerk Ohau C verfügt über eine installierte Leistung von 212 (bzw. 222) MW. Die durchschnittliche Jahreserzeugung liegt bei 958 (bzw. 970) Mrd. kWh. Die vier Francis-Turbinen leisten jede maximal 55,5 MW. Die Generatoren haben eine Nennspannung von 11 kV.